# TI-99/4A

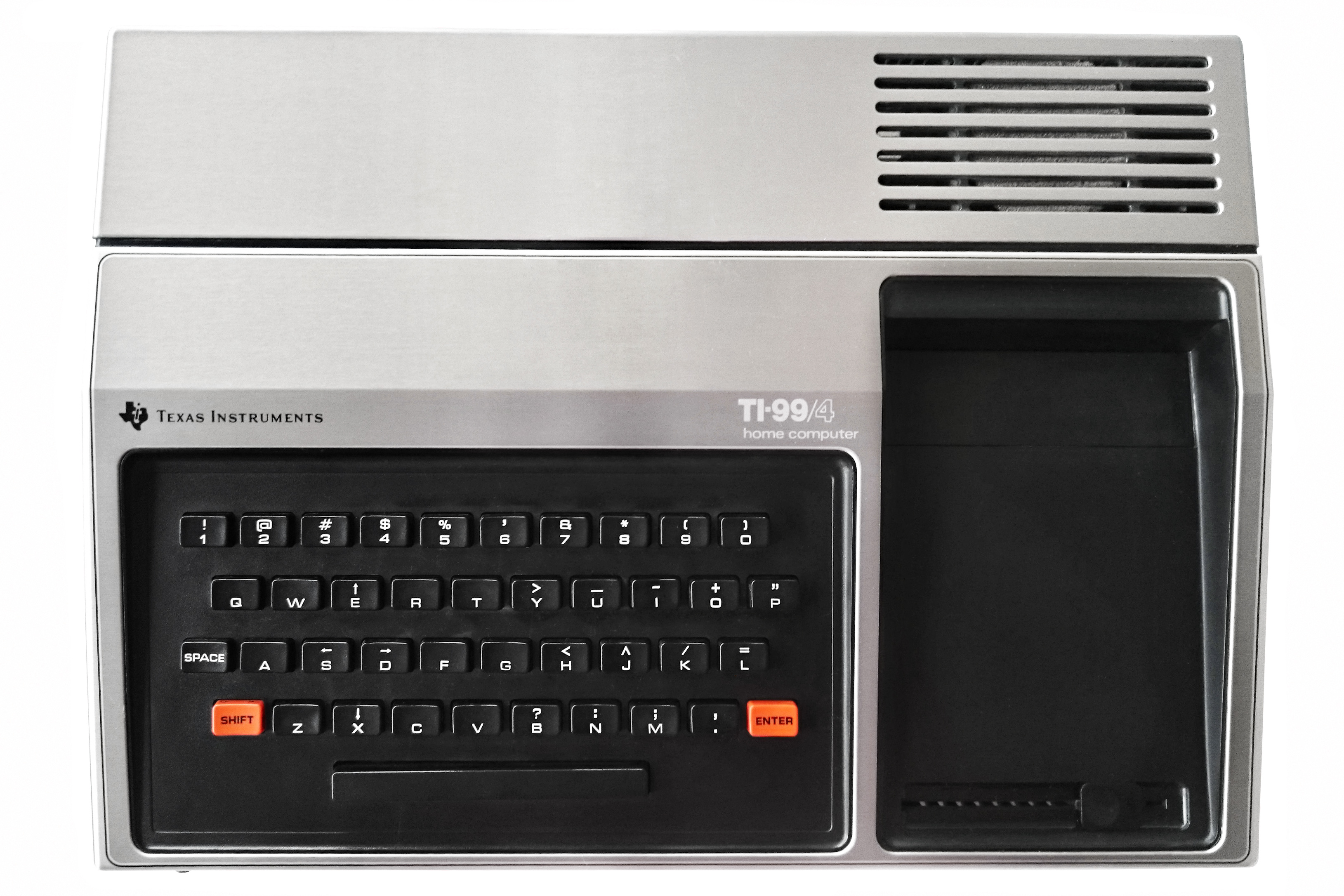
TI-99/4

Produit par Texas Instruments, le TI-99/4 est l'un des premiers ordinateurs familiaux (début des années 1980). La version commercialisée en France est vite devenue le TI-99/4A.
Cet ordinateur présente quelques similarités avec le concept de console de jeux vidéo. En effet, il peut se brancher sur un téléviseur par l'intermédiaire d'une prise péritel, peut lire des cartouches et dispose d'un connecteur permettant de lui adjoindre deux manettes de jeu. Il peut également utiliser des cassettes audio pour charger ou sauvegarder des programmes à l'aide d'un magnétophone standard.

## Historique
En juin 1979, la société américaine Texas Instruments présente le TI-99/4, basé sur le prototype TI-99/3. Les premiers exemplaires se vendent au mois de novembre pour 1 150 dollars. Les premiers jeux sont Connect Four, Hangman, Yahtzee et Zero Zap.
Un successeur, le TI-99/7, est prévu pour le monde professionnel mais ne verra jamais le jour.
Le TI-99/4A est présenté au grand public en juin 1981. Le « A » fait référence au nouveau processeur graphique : la puce TMS9918A. Cette dernière, contrairement au TMS9918, a un mode bitmap.
En décembre 1983, Texas Instruments annonce officiellement qu’elle cesse la production du TI-99/4A.

## Caractéristiques techniques

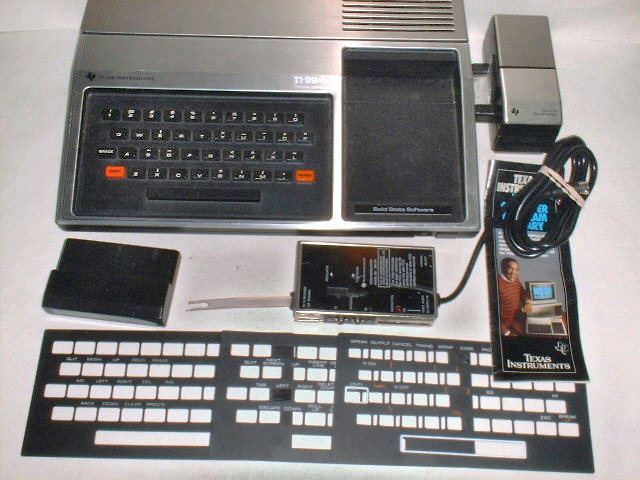
TI-99-4 avec module de synthèse vocale et extension clavier

Le TI-99/4 original était défini par :
- un clavier QWERTY de quarante-huit touches ;
- un moniteur couleur (avec haut-parleur(s)) de treize pouces ;
- un haut-parleur interne avec contrôle du volume ;
- un BASIC propriétaire (l’interpréteur peut exécuter jusqu’à deux cents lignes par seconde) ;
- un langage graphique propriétaire (4 500 instructions / seconde) ;
- une interface pour magnétophone (le câble fourni permettait de brancher deux magnétophones nommés CS1 et CS2) ;
- un synthétiseur de parole, de communication et de musique (le TMS9919) ;
- une prise jack pour des écouteurs ;
- un port pour manette de jeu ;
- un connecteur d’entrée/sortie de quarante-quatre broches pour les périphériques ;
- un port pour cartouche ;
- un microprocesseur TMS9900 16 bits cadencé à 3,3 MHz ;
- 16 Ko de RAM ;
- 26 Ko de ROM.

L'amélioration principale du TI-99/4A est :
- Vidéo : TI TMS9918A VDP ;
  - Résolution texte : 28 colonnes x 24 lignes (32 colonnes x 24 lignes accessibles en adressage par les instructions VCHAR, HCHAR) ;
  - Résolution graphique : 256 × 192 pixels ;
  - 16 couleurs ;
  - 32 Sprites (objets graphiques indépendants).